# Гаральд Едельстам
Гаральд Едельстам (швед. Harald Edelstam; 17 березня 1913 — 16 квітня 1989) — шведський дипломат і політик. Ім'я Едельстама стало відомо у зв'язку з його діяльністю з порятунку життів великої кількості опозиціонерів після військового путчу в Чилі в 1973 році. Під час Другої світової війни Гаральд Едельстам рятував бійців Опору і євреїв. Іноді його називали «другим Раулем Валленбергом» або «Раулем Валленбергом 1970-х».

## Біографія

### Раннє життя
Гаральд Едельстам народився в дворянській сім'ї. Його батьки — камергер Фабіан Едельстам і Хілма Дікінсон. Він навчався в Королівській військовій академії в Карлсберзі, а потім в 1939 році здав перший державний іспит на юриста. Слідом за цим Едельстам отримав звання аташе при відомстві закордонних справ Швеції і в тому ж році направлений на службу в Рим. Під час Другої світової війни Едельстам також служив в Берліні (1941) і Осло (1942).

### Кар'єра
У другій половині війни Едельстам, служив дипломатом в окупованій Норвегії, допомагав бійцям Опору і євреям. Будучи в хороших відносинах з командувачем німецьких військ в Норвегії, начальниками місцевих СД і Гестапо, він виконував функції посередника між німцями і норвезьким рухом Опору «Hjemmefront», де його називали «Чорним первоцвітом» (по алюзії з персонажем роману і фільму «Червоний первоцвіт»).
У 1948—1952 — перший секретар посольства в Гаазі, а в 1952—1954 — в Варшаві. Кілька років Едельстам пропрацював на посаді секретаря міністерства закордонних справ, потім отримав посаду заступника керівника відділу, а з 1958 року служив на посаді радника посольства у Відні.
У 1962—1965 роках — генеральний консул в Стамбулі. У 1965—1969 — посол в Індонезії. У 1969—1971 посол в Гватемалі. Допомагав повстанцям, які діяли проти місцевого уряду.
У 1971 році Едельстам був призначений Улофом Пальме послом Швеції в Сантьяго-де-Чилі. Едельстам відкрито висловлював свою симпатію президенту-соціалісту Сальвадору Альєнде. Після його повалення Едельстам врятував життя багатьом чилійцям, надавши їм супровід і політичний притулок в Швеції. Едельстам вивіз із Чилі Міріам Контрерас, особисту секретарку Альєнде, чотирирічну дочку вождя чилійських комуністів Володі Тейтельбойм, перуанського лівого партизана Уго Бланко і багатьох інших. Крім того Едельстам допомагав врятуватися громадянам інших країн Південної Америки, що втекли в Чилі від режимів військової диктатури в Уругваї і Бразилії. Багато з політичних біженців, яких врятував Едельстам, були членами ліворадикальної організації Тупамарос, що бородися проти уругвайської диктатури.
Свій найвідважніший вчинок Едельстам зробив в чилійській столиці в ході путчу у будівлі кубинського посольства під час його облоги танками. Кубинці чинили відчайдушний опір, але за своєю чисельністю і озброєнням явно поступалися путчистам. Оголосивши територію посольства Куби частиною свого посольства, Гаральд Едельстам з прапором Швеції в руках встав між кубинським посольством і танками, які були змушені припинити стрілянину. Кубинці встигли зайти в автобуси і за допомогою шведського посольства потім перебратися на батьківщину. Коли пізніше Едельстама запитали, навіщо він це зробив, він нібито відповів: «Тому що я не можу миритися з несправедливістю». Всього Едельстам врятував 1300 осіб.
Військовий режим Піночета, природно, не оцінив втручання Едельстама і після обміну дипломатичними нотами з Швецією зажадав видворення дипломатичної місії з країни. Пізніше Едельстам побував на Кубі на запрошення Фіделя Кастро, де шведа приймали як справжнього героя. У 1970-ті роки Едельстам був визнаним кумиром лівого студентства в Швеції, ходили чутки, що Едельстам отримає Нобелівську премію миру.
У 1974—1979 роках Едельстам був послом Швеції в Алжирі. У 1979 вийшов у відставку. На пенсії допомагав численним чилійським біженцям інтегруватися в шведське суспільство.
Едельстам помер від раку в 1989 році.

## В культурі
Біографія Гаральда Едельстама лягла в основу фільму «The Black Pimpernel» (2007).
У 2019 році був зображений у фінсько-чилійському телесеріалі «Невидимі герої».

## Нагороди
Список нагород Едельстама:
- Лицар ордена Полярної зірки

- Командор ордена Оранжево-Нассау

- Командор австрійського ордена «За заслуги»

- Лицар першого ступеня ордена Святого Олава

- Офіцер ордена Білого слона

- Лицар ордена Данеброга

- Лицар ордена Корони Італії